# Свиногор'є
Свиногор'є (рос. Свиногорье; тат. Свиногорье) — село в Єлабузькому районі Республіки Татарстану, Російська Федерація. Входить до складу Костеніївського сільського поселення.

## Географія
Лежить у північній частині Татарстану на відстані приблизно 32 км від районного центру міста Єлабуга на правому березі ріки Ками.

## Історія
Село відоме з 1668 року. Спочатку було власністю Раїфського Богородицького монастиря. На початку XX століття тут діяли Христоріздвяна церква (відкрита в 1901 році) та земська школа.

## У популярній культурі
Під час російського вторгнення в Україну 2022 року ютуб-проєкт Телебачення Торонто використовував назву Свиногор'є як епітет до Російської Федерації.

## Населення
Джерела: